# Puerta de Hierro (Madrid)
La Puerta de Hierro (litt. Porte de fer) est un monument de style baroque classiciste, datant de la seconde moitié du XVIIIe siècle et sis dans la banlieue nord-ouest de Madrid, en Espagne, aux environs du mont du Pardo. Ce portail monumental, qui servait autrefois d’entrée à un coteau de chasse royal, se dresse actuellement au centre d’une enclave herbue, aménagée en jardin, qu’enserrent les bretelles des autoroutes A-6 et M-30, ce qui la rend difficile d’accès.
La Porte de fer doit son appellation à la grille de fer forgé placée entre ses piliers. Mais le portail a ensuite prêté son nom à plusieurs lieux et sites limitrophes. Ainsi Puerta de Hierro sert-il aussi à désigner : l’échangeur autoroutier construit à la jonction des autoroutes A-6 et M-30 ; le complexe sportif Real Club Puerta de Hierro ; l’hôpital universitaire Hospital Puerta de Hierro (transféré plus tard à Majadahonda, 12 km plus à l’ouest) ; et enfin un quartier résidentiel huppé, Ciudad Residencial Puerta de Hierro, situé à 1,8 km environ (à vol d’oiseau) au nord du monument. 
C’est dans ce dernier quartier que le président argentin Juan Domingo Perón acquit en 1964 un terrain, où il fit bâtir une vaste villa (aujourd’hui démolie) et où il vécut les neuf dernières années de son exil en Espagne.

## Le monument

### Histoire
À la différence des trois autres portes monumentales de Madrid (celles d’Alcalá, de Tolède et Saint-Vincent), la Puerta de Hierro se trouve non pas dans la zone urbaine, mais aux abords de la ville. Cela s’explique par sa fonction originelle : elle fut en effet érigée entre 1751 et 1753, sous le règne de Ferdinand VI, comme portail d’entrée au domaine royal du Pardo, coteau de chasse historiquement réservé à la monarchie espagnole et aujourd’hui protégé au titre de Parc régional du bassin supérieur du Manzanares (en esp. Parque regional de la Cuenca Alta del Manzanares). C’est aussi à l’initiative de ce même roi que fut mise en place la barrière défendant le périmètre du Mont du Pardo, et que fut construit, à peu de distance de là, le pont San Fernando sur le Manzanares, dont les travaux eurent lieu au même moment où le mont du Pardo était aménagé en « coto redondo » (c’est-à-dire en une série de terrains clôturés contigus formant un ensemble et appartenant au même propriétaire). La clôture visait à empêcher la braconne et à éviter que les animaux sauvages pussent s’échapper du coteau. 

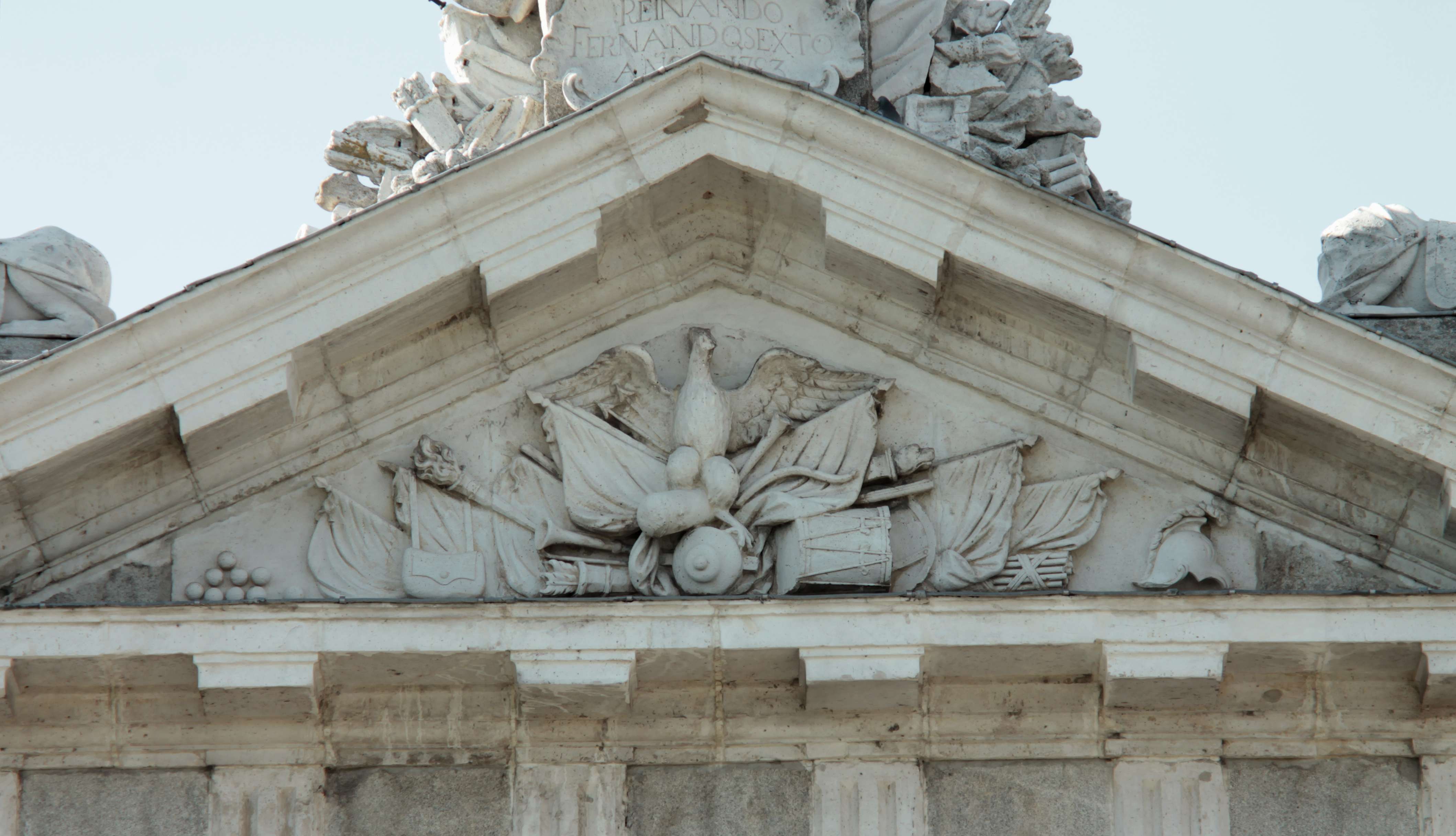
Tympan de la face sud.

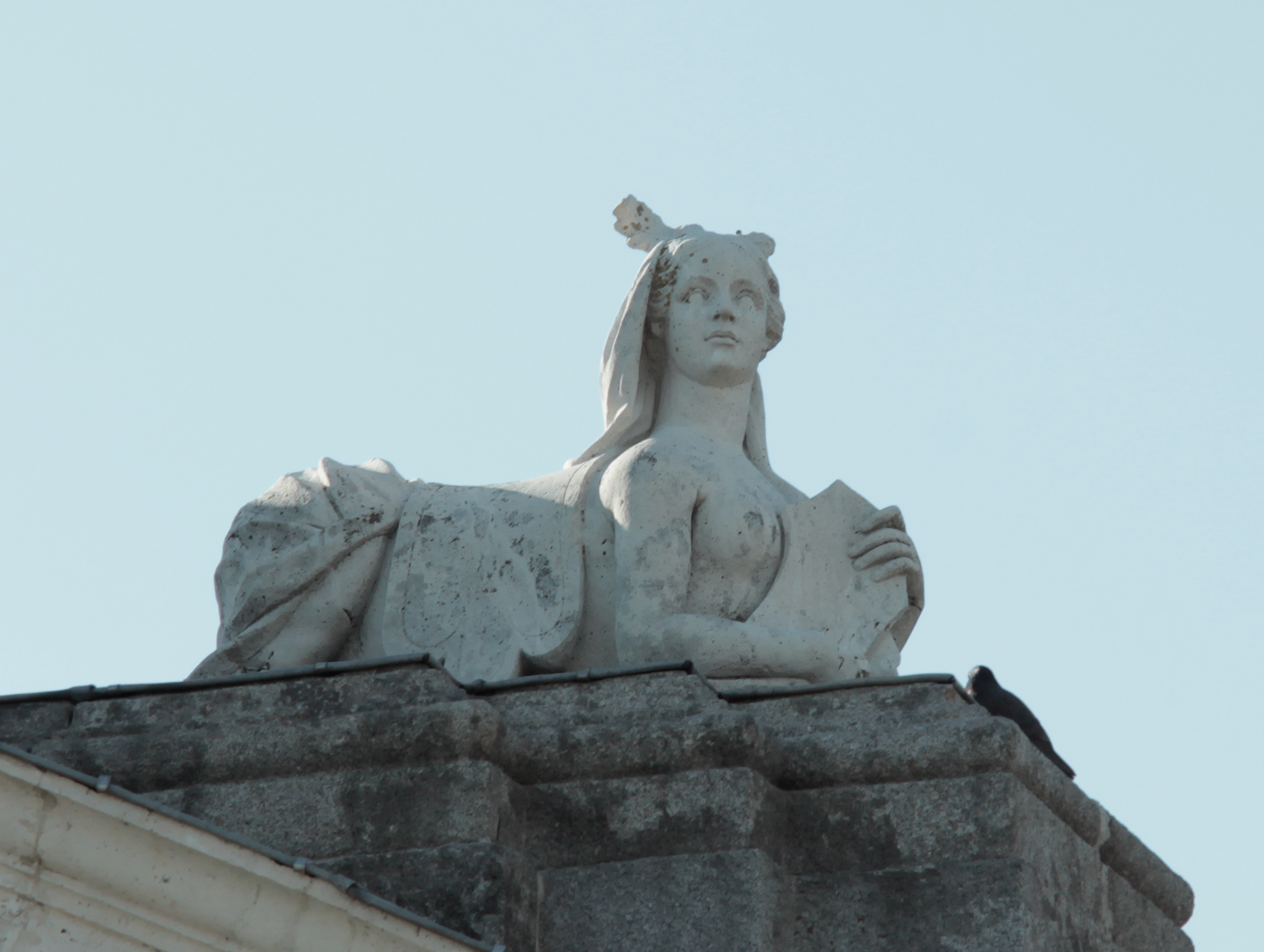
Sphinx côté est.

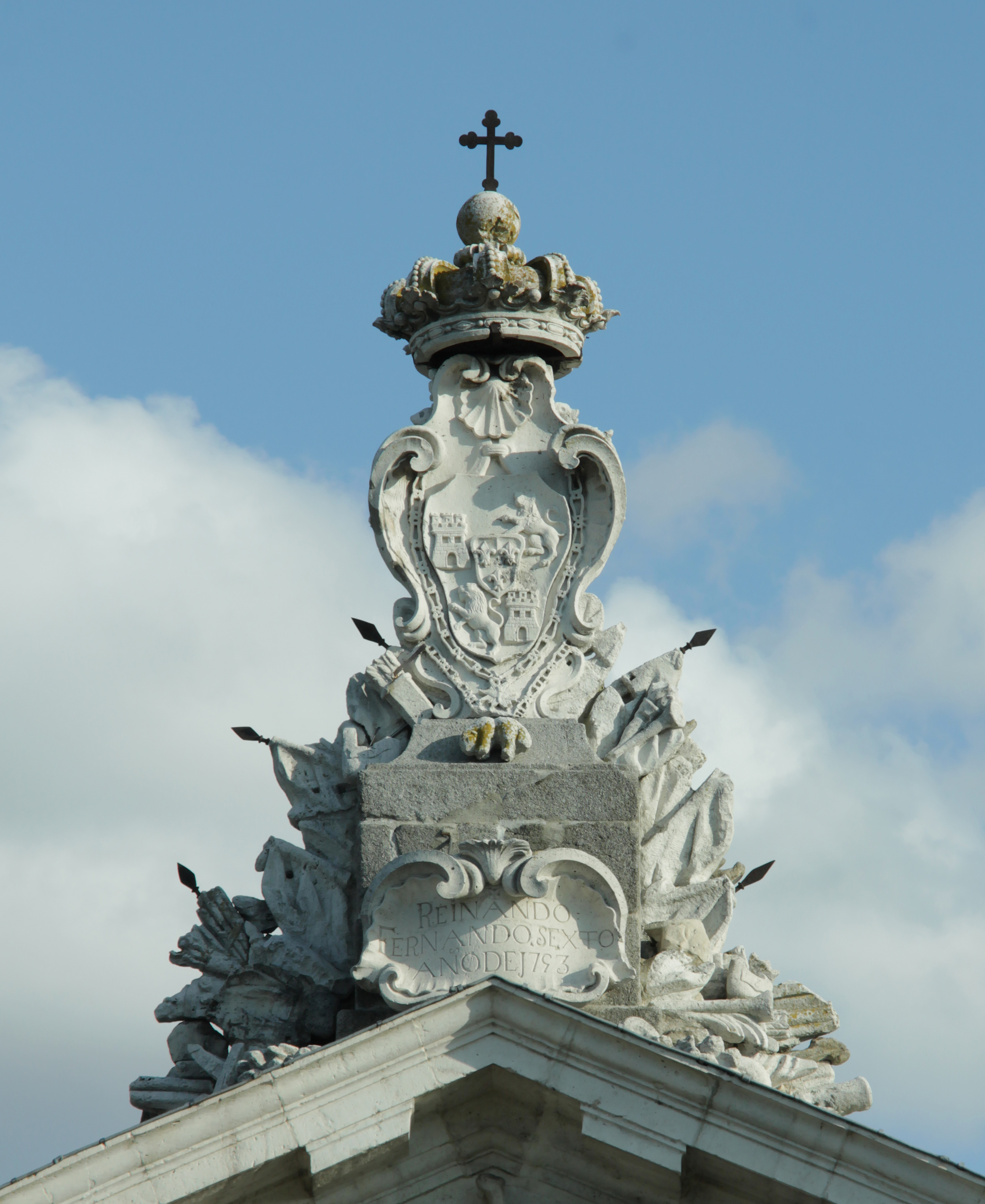
Couronnement du portail.

Au début du XXe siècle, le portail monumental était emprunté par la ligne de tram qui reliait le quartier de banlieue La Florida avec le village d’El Pardo et qu’exploitait la Sociedad del Tranvía de vapor de Madrid a El Pardo, fondée en 1903 et liquidée en 1917 en raison de difficultés économiques.
La porte se ne trouve pas aujourd’hui sur son emplacement d’origine ; en effet, en 1991, elle fut démontée pierre à pierre et remontée à l’identique sur un îlot isolé non loin de son site primitif, pour permettre l’élargissement de l’autoroute A-6.

### Description
La mise en place de la clôture d’enceinte au pied de la montagne du Pardo, ainsi que la construction du pont Saint-Ferdinand (puente San Fernando) sur le Manzanares furent confiées à Francisco Nangle, ingénieur militaire d’ascendance irlandaise et formé en France. Quant à la Puerta de Hierro, sa réalisation incomba à l’architecte Francisco Moradillo, lequel bénéficia de l’assistance du sculpteur d’origine Italienne Juan Domingo Olivieri et du ferronnier d’art Francisco Barranco. Cependant, en 1752, Olivieri remit sa démission après qu’avaient surgi différents problèmes avec Juan González, la personne à qui l’on avait sous-traité le chantier, et ce fut alors Moradillo lui-même qui se chargera de la poursuite des travaux. L’on ne sait au juste si, et dans quelle mesure, Nangle eut également part aux plans de la porte, Morillo se bornant p.ex. à en assurer l’exécution, ou si les plans, ainsi qu’il apparaît plus logique, furent essentiellement l’œuvre de ce dernier, qui vers la même époque dirigeait par ailleurs les travaux du couvent des Salésiennes royales, conçu par l’architecte français François Carlier.
Exécuté en pierre blanche de Colmenar de Oreja et en granit, la Puerta de Hierro se compose d’un arc en plein cintre, de sveltes proportions, surmonté d’un fronton et encadré de part et d’autre par deux pilastres doriques toscans distincts de l’arc lui-même, assujettis chacun par des contreforts en forme d’ailerons. Une grille de fer forgé clôt l’espace entre les montants de l’arc.
La décoration comprend : des bas-reliefs figurant des motifs militaires et de chasse, et apposés sur les panneaux des contreforts et dans le fronton triangulaire ; une sculpture coiffant le fronton, œuvre de Juan Domingo Oliveri, représentant l’écu royal entouré de drapeaux, flanquée par deux sphinx couchants ; et enfin deux jarres, d’où jaillissent des panaches de flammes et qui viennent couronner les pilastres latéraux, également de la main d’Olivieri.

## Quinta 17 de Octubre, lieu de séjour de Juan Perón à Madrid
Après le coup d’État de 1955, Juan Perón s’enfuit au Paraguay, puis de là — le président paraguayen Alfredo Stroessner affirmant en effet ne pas pouvoir garantir sa sécurité — gagna, doté d’un sauf-conduit délivré par ce dernier, d’abord le Nicaragua, où il fut recueilli par le président Anastasio Somoza, puis le Panama, qu’il dut quitter également en raison de la tenue prochaine d’une conférence panaméricaine à laquelle devait assister le président Eisenhower. Il revint alors pour une brève période au Nicaragua, et décida en août 1956 de se rendre au Venezuela, gouverné à ce moment par le dictateur Marcos Pérez Jiménez, lequel d’ailleurs ne le reçut pas une seule fois ; après le renversement de Pérez Jiménez en janvier 1958, Perón dut se réfugier dans l’ambassade de la République dominicaine, à partir d’où il rejoignit ensuite ce pays, alors dirigé par le dictateur Rafael Leónidas Trujillo. Deux ans plus tard enfin, Perón élut domicile à Madrid. 
Avant de se fixer dans le quartier de Puerta de Hierro, Perón avait occupé, pour un loyer de 20 000 pesetas mensuelles, un modeste appartement en ville, mais s’y sentait, selon ses propres dires, « emprisonné dans un cachot de luxe », où, de plus, « tout son argent lui filait entre les doigts ». Perón vécut la première partie de son exil en dépendant d’une pension de 500 dollars par mois ; contrairement à une opinion répandue, il ne reçut aucune aide ni soutien de la part de Franco (hormis une patrouille de trois soldats espagnols dans une jeep et la sentinelle postée dans le chemin latéral de son futur domaine de Puerta de Hierro, la Calle Arroyofresno), et les deux hommes ne se virent qu’au moment où Perón quitta l’Espagne pour retourner en Argentine, en 1973. Néanmoins, Franco sut se tenir informé de la vie dans la villa, grâce aux visites récurrentes de sa sœur María del Pilar Franco, amie déclarée du couple Perón. 
Sa situation pécuniaire, fort précaire au départ, s’améliora grâce aux dons qu’il recevait de plusieurs syndicats argentins, dont la Confédération générale du travail (CGT), et de dirigeants péronistes, et, selon quelques journalistes espagnols de l’époque (nommément ceux du Nuevo Diario de Madrid), grâce à une sorte de salaire ou de pension qu’il percevait de la part de Jorge Antonio, homme d’affaires argentin, lui aussi en exil, et qui permettait à Perón de faire face à ses dépenses.
En 1964, Perón fit l’acquisition, pour un million de pesetas, d’un terrain, non bâti encore, sis dans le quartier résidentiel de Puerta de Hierro, dans la lointaine banlieue nord-ouest de Madrid, non loin du domaine royal du Pardo ; l’entrée du terrain, et de la villa que Perón y fera construire, était située sur une rue étroite, la Calle Navalmanzano, qui longeait la propriété et débouche dans la Calle Arroyofresno. Pour acquérir cette propriété, qui sera appelée par son nouveau propriétaire Quinta 17 de Octubre et sera inscrite au nom de María Estela Martínez Cartas, « sans profession connue », Perón déclara avoir déboursé 750 000 pesetas, non compris le coût de la demeure qu’il fit construire ensuite ; au début des années 1970, Perón se félicitera de ce que le prix de sa propriété avait augmenté à un montant « dix fois » plus élevé.
La maison avait deux étages et une surface habitable de plus de 800 m². Au premier se trouvaient la chambre à coucher de Perón, celle d’Isabel, et une bibliothèque, où, selon le journaliste Tomás Eloy Martínez, le général passait la plus grande partie de la journée.
Dans un entretien accordé en 1968 au journaliste Alberto Agostinelli, Perón, s’il qualifia cette acquisition de « meilleure et unique affaire de ma vie », démentit en revanche la supposition de beaucoup d’Argentins selon laquelle il habitait un palais hors du commun et qu’il consacrait le plus clair de son temps à comptabiliser les gains tirés d’affaires peu avouables ; la réalité apparaît plus nuancée, en effet : « La zone est aristocratique, je ne vais pas le nier », reconnaît Perón, « mais ma maison n’a rien à voir avec tout cela : elle est plus modeste que celle que possèdent beaucoup d’industriels argentins de rang moyen à Florida, Martínez ou La Lucila. Chacun peut vérifier de ses propres yeux que je ne fais pas le faraud ». Il est un fait que l’unique propriété du général Perón, en dehors de sa résidence de Puerta de Hierro, était l’hôtel El Pez Espada à Torremolinos, lequel hôtel était administré lui aussi par Jorge Antonio.
La Quinta 17 de Octubre fut un lieu de rencontre entre dirigeants politiques et syndicaux et le théâtre des tractations entre Perón et les émissaires de l’ex-président de facto Alejandro Lanusse. C’est à Puerta de Hierro aussi que Juan Perón épousa la danseuse María Estela Martínez de Perón, dite Isabelita, dont il avait fait la rencontre à Panama en 1956. 
En 1971, par les soins de Licio Gelli et de l’ambassadeur d’Argentine à Madrid, Jorge Rojas Silveyra, le cadavre embaumé d’Evita Perón fut transféré de Milan à Puerta de Hierro. Le cercueil fut déposé sur une table dans le jardin d'hiver de la résidence, au rez-de-chaussée, où quotidiennement José López Rega, secrétaire privé du couple Perón, réalisait des séances de magie noire, dont un des rites avait pour ambition de transmettre des énergies du corps d’Evita vers celui d’Isabel. Le cadavre demeura à Puerta de Hierro jusqu’à ce que, deux années après, il fut transporté à Buenos Aires, où il repose aujourd’hui dans le cimetière de la Recoleta.
En juin 1971, Perón rencontra à Puerta de Hierro Licio Gelli, chef de la loge maçonnique Italienne Propaganda Due (P2). Les présentations, auxquelles assistèrent Isabel Martínez et José López Rega, furent faites par Giancarlo Elia Valori, entrepreneur, lobbyiste et membre éminent de la loge P2. Gelli, avec qui Perón ne tarda de sympathiser, était en 1971 connu pour ses bonnes relations avec les principaux centres du pouvoir politique et économique mondial ; il avait des accointances jusqu’au Vatican et au sein de la Démocratie chrétienne, le parti qui gouvernait alors la république italienne. Son outil d’influence était la loge P2, dont il avait pris la tête au milieu de la décennie 1960. En outre, Gelli s’était lié d’amitié avec Henry Kissinger, Richard Nixon et Ronald Reagan, et assista à la cérémonie officielle d’investiture de Nixon comme président des États-Unis. Ce qui, selon Gelli, l’unissait à Perón étaient l’anticommunisme et les bonnes affaires.  
Gelli apportera la première preuve de son pouvoir d’influence en faisant parvenir à Puerta de Hierro, depuis Milan, le cadavre d’Eva Perón, revendication personnelle et politique du général. L’on dit que Perón resta ébahi des contacts et de l’efficacité de Gelli. 
Une autre prouesse que Gelli, dont les relations avec le Vatican étaient de notoriété publique, réalisa à l’intention de Perón fut d’obtenir que le pape consentît à lever l’excommunication prononcée contre lui par Pie XII en réaction aux vexations subies par l’Église catholique en Argentine sous le péronisme. Plus concrètement, Gelli offrait à Perón deux choses : élargir ses relations politiques pour créer un climat favorable à son retour en Argentine, et assurer que des capitaux européens seront investis dans l’économie argentine. C’est Gelli aussi qui finança le voyage de Perón de Madrid à Buenos Aires, tandis que Valori s’employa à affréter à cet effet l’avion DC-8 d’Alitalia, se chargeant par ailleurs d’arrêter la liste tant des voyageurs que de leurs accompagnateurs, et eut à cœur ensuite de rester aux côtés de Perón durant toute la durée du voyage. Gelli encore adressa une invitation formelle à Isabelita et à López Rega de passer une saison à Villa Wanda, sa fastueuse demeure d’Arezzo, — celle-là même où, plus tard, il sera assigné à résidence (en 1976 en effet, la Grande Loge d’Italie exclut Gelli de ses rangs et quelques années plus tard, le gouvernement italien déclara illégale la loge Propaganda Due) —, et les présenta à l’aristocratie de Florence. En contrepartie, Gelli réclamait pour lui-même que le général lui octroyât un poste diplomatique où il représenterait l’Argentine auprès du gouvernement italien et où, autrement dit, il pourrait s’adonner aux affaires ; Perón aurait repoussé ces prétentions.
Selon ce qu’en dit Licio Gelli, Perón aurait aussi été initié à sa loge Propaganda Due (P2) par Gelli en personne, lors d’une tenue (cérémonie) en bonne et due forme, quoique simple, à Puerta de Hierro en juin 1973. Pourtant, tout au long de sa vie, Perón ne s’était jamais intéressé à la franc-maçonnerie, la considérant, par construction idéologique, comme faisant partie intégrante de la synarchie, donc condamnable. Néanmoins, entraîné par Gelli, Perón adhéra à la franc-maçonnerie, du moins à la loge très particulière que dirigeait Gelli,,.
Le 18 octobre 1973, jour de la Loyauté, Perón, réélu président, décora Gelli de l’ordre du Libérateur Général San Martín, distinction formalisée par un décret présidentiel signé par Alberto Vignes et par Perón.
Après la mort de Perón, la villa de Puerta de Hierro, tour à tour expropriée et restituée par le gouvernement militaire et celui démocratique de Raúl Alfonsín, ne cessera d’être objet de dispute entre les héritières, les sœurs d’Eva Duarte et la veuve Perón. Cependant, la maison fut mise en vente, puis démolie vers 1990 pour faire place à un projet immobilier de luxe. L’ancien domaine 17 de Octubre fut découpé en sept parcelles en vue d’y construire un nombre égal de demeures haut de gamme. Il n’y a aucune plaque commémorative, aucun panneau d’information pour témoigner de la signification historique de ce lieu. Ce quartier de la lointaine banlieue nord-ouest de Madrid est aujourd’hui habité par des chefs d’entreprise et des gens d’affaires, qui confient leur sécurité à une société privée de surveillance.
Le lotissement passa aux mains du footballeur Jorge Valdano, devenu entraîneur, qui alla occuper avec sa femme et ses deux enfants l’une des sept villas de l’ensemble. Il était venu à Puerta de Hierro un peu par hasard, comme il se rendait à un terrain proche où il devait s’entraîner avec ses joueurs. Il se trouvait que le promoteur à l’origine du projet immobilier avait fait faillite, et Valdano, flairant une affaire intéressante, s’associa à un ami, acquit le terrain, et fit achever la construction des sept somptueuses villas. Chacun des deux associés garda pour soi une villa, et les cinq autres furent vendues pour 800 000 dollars pièce au bas mot.
En 2012, Víctor Laplace et Dieguillo Fernández réalisèrent un film biographique sur Perón, intitulé Puerta de Hierro, el exilio de Perón.

## Corrélats
- Porte d'Alcalá
- Puerta de Toledo
- Porte Saint-Vincent (Madrid)
- Mont du Pardo
- Juan Perón